# Belojarsk kärnkraftverk
Belojarsk kärnkraftverk (ryska: Белоярская АЭС) är ett kärnkraftverk i Ryssland. Byggnation påbörjades 1958 och det var det tredje kärnkraftverket som byggdes i dåvarande Sovjetunionen. Det ligger nära staden Zaretjnyj i Sverdlovsk oblast. Närmaste större stad är Jekaterinburg.
De två första reaktorerna som byggdes på kärnkraftverket, togs i drift 1964 och 1967. Dessa var av typen AMB (föregångare till typ RBMK använd i Tjernobyl), uppfattades då som prototyper, och använde sig av överkritiskt tryck på vatten. De stängdes ner 1983 och 1989.

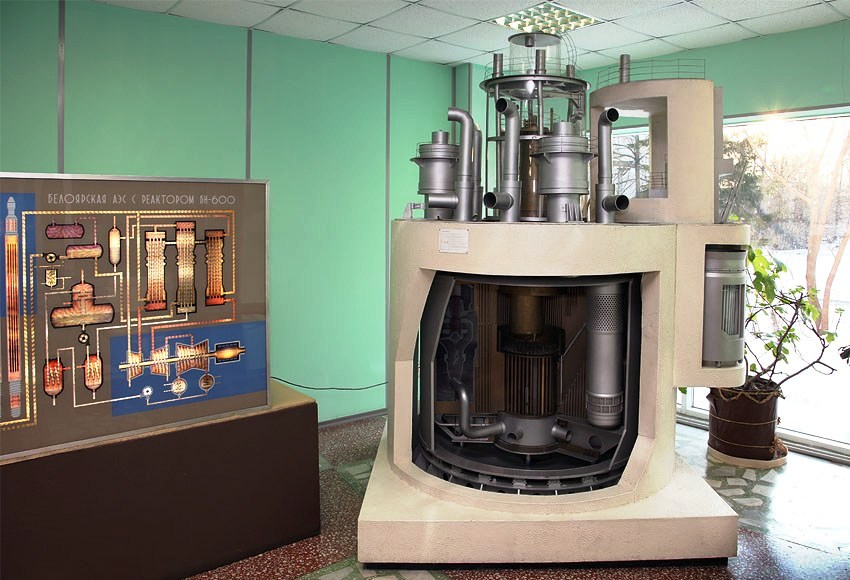
Sprängskiss av BN-600 reaktorn

Den äldre reaktor som nu är i drift är en BN-600 snabb bridreaktor, som alstrar 600 MWe. Anläggningen har tre turbiner. Dess reaktorkärna har 369 bränsleknippen, vart och ett bestående av 127 bränslestavar med en anrikningsgrad om 17-26% U235. Som jämförelse ligger en typisk anrikningsgrad hos vanliga ryska reaktorer i området 3-4% U235. BN-600 reaktorer använder flytande natrium som kylmedel. Liksom flertalet ryska kärnkraftverk saknar blocket reaktorbyggnad.

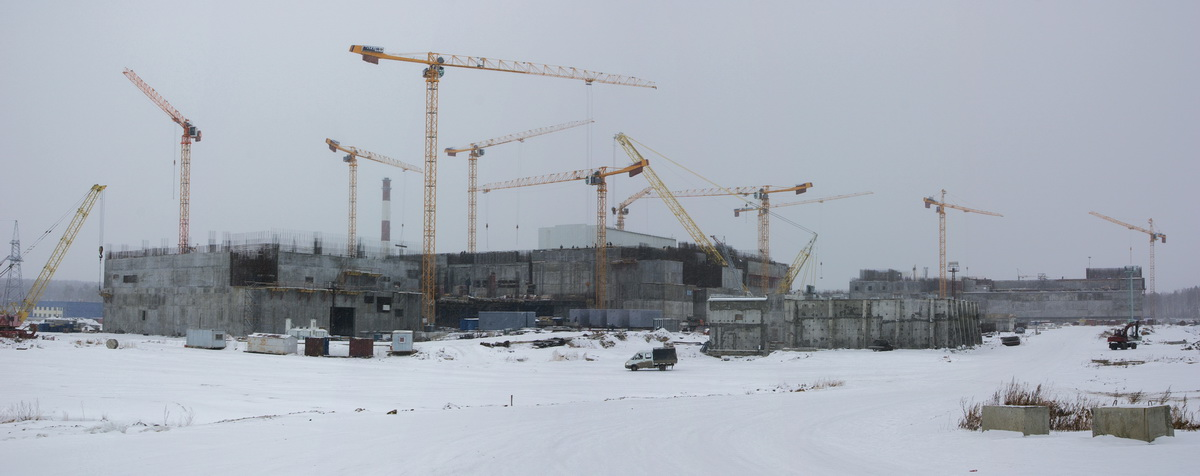
Konstruktion av BN-800 reaktorn

1987 började byggnadsarbeten för en större bridreaktor av typen BN-800 . Den blev kritisk år 2014 och år 2016 började kommersiell produktion av elektricitet och är i nuläget den största kommersiella snabbneutronsreaktor i drift i världen.
En även större reaktor BN-1200 är planerad. Byggnation förväntas börja 2025 . 
Reaktorerna ägs och drivs av Rosenergoatom.
| Reaktornummer | Typ     | Elektrisk effekt (MW) | Påbörjad          | Blev kritisk / togs i drift | Stängningsdatum                                                     |
| ------------- | ------- | --------------------- | ----------------- | --------------------------- | ------------------------------------------------------------------- |
| 1             | AMB-100 | 108                   | 1958-06-01        | 1964-04-26                  | 1983-01-01                                                          |
| 2             | AMB-200 | 160                   | 1962-01-01        | 1967-12-29                  | 1990-01-01                                                          |
| 3             | BN-600  | 600                   | 1969-01-01        | 1980-04-08                  | i drift (ursprungligen planerat för 2010, senarelagt till 2025 (?)) |
| 4             | BN-800  | 864                   | 1987              | 2014-06-27                  | i drift                                                             |
| 5             | BN-1200 | 1'220                 | planerat 2025 (?) | tidigast 2030 (?)           | N/A                                                                 |

## Missöden och tillbud
De två allvarligaste incidenterna vid Belojarsk-kraftverket drabbade de två reaktorer, som nu är avstängda. 1977 smälte hälften av bränslestavarna i ABM-200 reaktorn ner och operatörer utsattes för höga stråldoser. Reparationsarbetena tog över ett år. I december 1978 fattade samma reaktor eld, när delar av taket föll in på en av turbinernas oljetankar. Elden förstörde kablar och reaktorn kom ur kontroll. Åtta personer, som hjälpte till att säkra kylning av reaktorhärden, utsattes för förhöjda stråldoser.
Närmare i tiden har det varit problem med läckage av flytande metall från kylsystemet till BN-600:
I december 1992 uppstod ett läckage av radioaktivt förorenat vatten vid reaktorn.
I oktober 1993 noterades en ökad koncentration av radioaktivitet i kraftverkets fläktsystem. Ett ledningsläckage i hjälpsystemet följande månad ledde till en avstängning.
I januari och maj 1994 uppkom brand i kraftverket.
I juli 1995 orsakade ett annat läckage av flytande natrium från kylelementen till att reaktorn stängdes av i två veckor. I december samma år noterades förändrat heliumtryck i en krets och reaktorn stängdes ned. I mars 1996 inträffade en kortslutning strax före underhållsavstängning, men reaktorn fick gå till dess.
I september 2000 drabbades regionen av ett strömavbrott som påtalade dålig beredskap med dieselgenaratorernas nödförsörjning. Ett blixtnedslag i närbelägen högspänningsledning i juli 2007 riktade ytterligare uppmärksmhet på sårbarhet.
Vaksamheten på radioaktiv förorening runt kraftverket har ökat och i samband med att ansträngningarna att övervaka strålningsnivåerna utökats under senare år, har flera så kallade "hotspots" upptäckts i området.